# Hermann Schmitz (Entomologe)
Hermann Johann Schmitz S. J. (* 12. August 1878 in Elberfeld; † 1. September 1960 in Bad Godesberg) war ein deutscher Entomologe, Priester und Lehrer. Sein Forschungsschwerpunkt galt den Buckelfliegen (Phoridae), für die er mehrere Arten und Gattungen neu beschrieb. Er begann als Fünfzehnjähriger eine Ausbildung bei den Jesuiten und erhielt dort eine naturwissenschaftliche und theologische Ausbildung. Als Professor lehrte er am Jesuitenkolleg Valkenburg, bis dieses 1942 von der Gestapo geschlossen und Schmitz verhaftet wurde. Nach dem Ende des Zweiten Weltkriegs lehrte er am Aloisiuskolleg in Bad Godesberg, wo er 1960 starb.

## Biografie

### Herkunft und Jugend (1878–1899)
Schmitz kam 1878 im bergischen Elberfeld als ältestes von sieben Kindern von Gertrud Schmitz (geborene Breuer) und ihrem Mann August, einem Lehrer, zur Welt. Schmitz besuchte zunächst in Elberfeld, später im nahen Rheinbach die Schule. Als er zwölf Jahre alt war, starb sein Vater. 1894 wurde Schmitz Novize im niederländischen Jesuitenkolleg Afferden, wo er seine Schulausbildung fortsetzte. Zwei Jahre später wechselte er nach Exaten in Provinz Limburg, wo er vor allem seine Lateinstudien vertiefte. In Exaten lernte er den Jesuiten und Biologen Erich Wasmann kennen. Wasmann nahm den jungen Schmitz drei Jahre lang auf seine entomologischen Exkursionen mit, auf denen Schmitz ihm als Assistent diente, und führte ihn in die Insektenkunde ein.

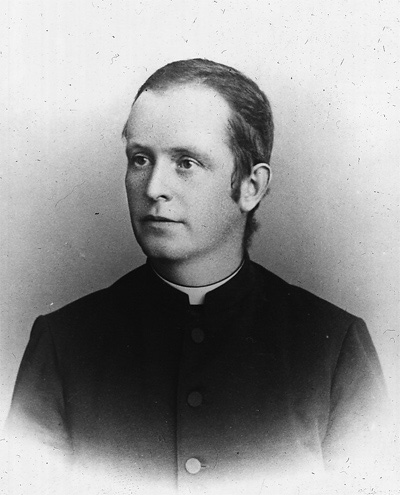
Erich Wasmann (etwa 1885). Die Begegnung und Zusammenarbeit mit seinem Mitbruder prägte Hermann Schmitz’ Arbeit nachhaltig.

### Lehrer, naturwissenschaftliche Anfänge und Promotion (1899–1929)
Anfang 1899 wechselte Schmitz an das Jesuitenkolleg Valkenburg, wo er bis Ende 1901 Philosophie studierte. Nach Abschluss seines Studiums in Oudenbusch wurde er 1902 am Aloisiuskolleg in Sittard als Lehrer für Mathematik und Naturwissenschaften tätig. Im gleichen Jahr überließ Janós Thalhammer dem Aloisiuskolleg seine 3.000 Präparate umfassende Sammlung von Zweiflüglern und beauftragte Schmitz mit der Sammlung von Mücken und Fliegen rund um Sittard, was diesen den Einstiegspunkt in die Dipterologie markierte. Gleichzeitig arbeitete Schmitz aber auch weiterhin mit Ameisen. Während dieser Zeit verfasste er sein Buch Die Ameisen und ihre Gäste. 1906 wurde er für ein Jahr Assistent Wasmanns in Luxemburg, bevor er ab 1907 zwei Jahre lang Theologie in Maastricht studierte und anschließend ordiniert wurde. In Loewen schloss er 1911 und 1912 ein Studium der Naturwissenschaften an und kehrte danach als Lehrer nach Sittard zurück. Im gleichen Jahr übernahm er auch den Vorsitz der Natuurhistorisch Genootschap Limburgs. 1915 erschien seine Ameisenstudie De Nederlandsche mieren en haar gasten im Jahrbuch der Genootschap und fand große Beachtung in Fachkreisen. Schmitz ging 1921 nach Bonn, wo er bis 1922 Biologie studierte. 1923 assistierte er für weitere zwei Jahre Erich Wasmann in Valkenburg. Danach ging er an die Universität Freiburg, die ihm 1926 den Doktorgrad verlieh. Seine Dissertation, eine taxonomische Revision der Buckelfliegen (Phoridae), erschien 1929 und wurde von August Reichensperger betreut.

### Forschungsreisen, Drittes Reich und Nachkriegszeit (1930–1960)
Im Anschluss an seine Promotion erhielt Schmitz eine Professur am Valkenburger Ignatiuskolleg. 1937 und 1939 ging er ins irische Tullaberg, um die dortige Buckelfliegenfauna zu erforschen und am dortigen Jesuitenkolleg zu lehren. Schmitz blieb vier Jahre in Irland und kehrte dann in die von Deutschland besetzten Niederlande zurück, um am Jesuitenkolleg Valkenburg als Professor zu lehren. 1942 löste die Gestapo das Kolleg auf und inhaftierte den Lehrkörper. Schmitz’ entomologische Sammlung wurde beschlagnahmt und nach Waischenfeld verbracht, wo sie Teil des reichsdeutschen „Ahnenerbes“ werden sollte. Schmitz wurde bereits im gleichen Jahr wieder aus der Haft entlassen und ging ins besetzte Österreich, wo er die Phoridenflora der Alpen erforschte. Nach dem Sturz der Nationalsozialisten kehrte er 1946 nach Deutschland zurück und lehrte fortan am Aloisiuskolleg in Bad Godesberg. Er erhielt seine Sammlung zurück und setzte seine Forschung fort, bis er am 1. September 1960 in Bad Godesberg an einem Herzinfarkt starb.

## Werk
Schmitz machte sich vor allem um die Erforschung und systematische Erschließung der Buckelfliegen verdient. Seine drei Monografien zur Systematik der Phoridae blieben für über 60 Jahre die maßgeblichen Werke des Fachgebiets. Im Laufe seines Lebens beschrieb Schmitz rund 80 Gattungen und 650 Arten und legte eine umfangreiche Sammlung von etwa 40.000 Präparaten an, die heute vom Museum Alexander König beherbergt wird. Sein publizistisches Hauptwerk besteht neben seinen Erstbeschreibungen und Revisionen vor allem aus dem rund 500 Seiten umfassenden Teil „Phoridae“ in Erwin Lindners Die Fliegen der Palaearktischen Region.